# 唐納德·特朗普的寓所
唐纳德·特朗普在美国纽约州纽约市皇后区富裕社区牙买加庄园长大。1971年，特朗普搬进了曼哈顿的一间单间公寓。1983年至2019年，特朗普的主要住所是特朗普大厦顶层的三层顶层公寓；2019年，他宣布佛罗里达州棕榈滩的海湖庄园为其主要寓所。特朗普在担任总统期间一直居住在华盛顿特区的白宫。

## 现有寓所

### 白宫
唐纳德·特朗普在其第一任总统任期（2017年1月20日至2021年1月20日）期间首次居住在位于华盛顿特区的总统官邸白宫。妻子梅拉尼娅·特朗普和儿子巴伦一直住在特朗普大厦，直至巴伦2016-2017学年结束。特朗普在其第二任总统任期（自2025年1月20日起）再次开始在白宫居住。

### 海湖庄园

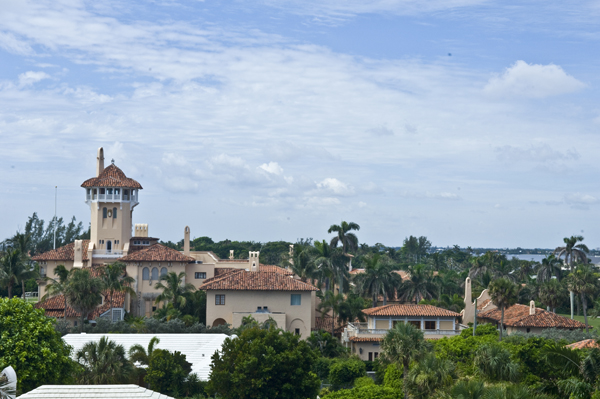
海湖庄园

自2019年9月起，特朗普的度假胜地兼住宅海湖庄园一直是唐纳德·特朗普和梅拉尼娅·特朗普的主要寓所。1993年，特朗普与佛罗里达州棕榈滩镇签署一份“使用协议”，将海湖庄园的用途从独户住宅改为私人俱乐部。该协议规定，包括特朗普在内的宾客每年不得在该庄园连续入住超过三周。但该协议的合法性一直存在争议。

### 特朗普大厦顶层公寓

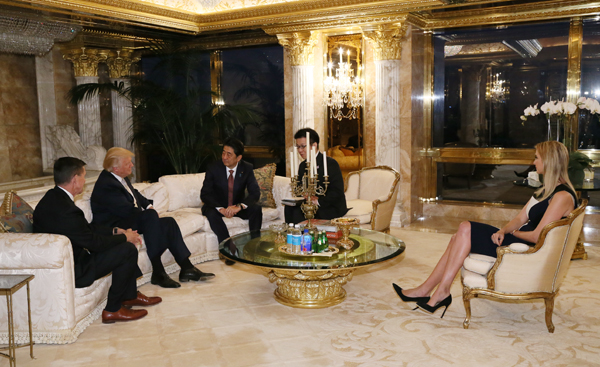
2016年，特朗普、安倍晋三等人在特朗普的顶层公寓会面

位于曼哈顿的特朗普大厦三层顶层公寓是特朗普自1983年11月至2019年9月的主要寓所，之后他将海湖庄园指定为自己的主要寓所。2017年，《福布斯》杂志估计该套11,000平方英尺（1,000平方）的顶层公寓价值6400万美元。室内设计最初由安杰洛·东吉亚设计，墙壁涂有黑漆，配有黄铜和桃花心木，但后来重新设计为路易十四时代风格（以向阿德南·卡舒吉致敬），配有金边家具、大理石地板、柱子、桌子和墙壁、壁画天花板、青铜雕像和水晶吊灯。

### 贝德明斯特特朗普国家高尔夫俱乐部
位于新泽西州的该处所的其中一栋别墅专供特朗普使用，2017年增建一个500平方英尺（46平方）的两层阳台和门廊。2017年，该处被指定为特朗普的第三处总统官邸。

## 其他持有物业

### 七泉
特朗普在纽约州贝德福德和纽卡斯尔拥有一座占地28,322平方英尺（2,631.2平方）的豪宅。该座豪宅拥有60个房间，包括13间卧室、12间浴室和一个白色大理石室内泳池。庄园内另有两个泳池，以及一个用玻璃和石头建造的柑橘种植园，地下室设有保龄球馆。庄园内还点缀着一个正式的花园凉亭、前草坪上的喷泉、一个温室和地窖，以及一座石砌水塔。庄园内还有一栋名为“Nonesuch”的都铎复兴风格住宅，原为亨氏家族所有。
该豪宅于1919年建成，由建筑师查尔斯·A·普拉特设计，用砂岩建造，是金融家尤金·迈耶及其家人的避暑别墅。迈耶花费200万美元建造了这座豪宅。迈耶于1959年去世，他的妻子于1970年去世后，家族基金会将247英畝（100公頃）的土地捐给大自然保护协会，其余财产先是捐给耶鲁大学，之后捐给洛克菲勒大学，洛克菲勒大学将其用作会议中心。特朗普于1995年以750万美元买下这处房产。该豪宅需要翻修，但埃里克·特朗普和小唐纳德·特朗普经常在夏天和周末住在其中一间马车房。特朗普的税务记录显示，他将该物业归类为投资性房地产，这样可以抵扣房产税。

#### 发展计划
特朗普最初计划在该地产上建造一个高尔夫球场，但遭到了该地产所在三个市政府的反对，他希望避免与附近布赖尔克利夫马诺的现有高尔夫球场竞争。后来他考虑翻新两栋房屋，并重新开发该地产的其余部分。他最初提议建造46栋独栋住宅，但也遭到了社区的反对。之后，他又提议建造15栋豪宅，每栋售价2500万美元；经过多年的诉讼，他最终放弃了这个项目。

#### 保护地役权与减税

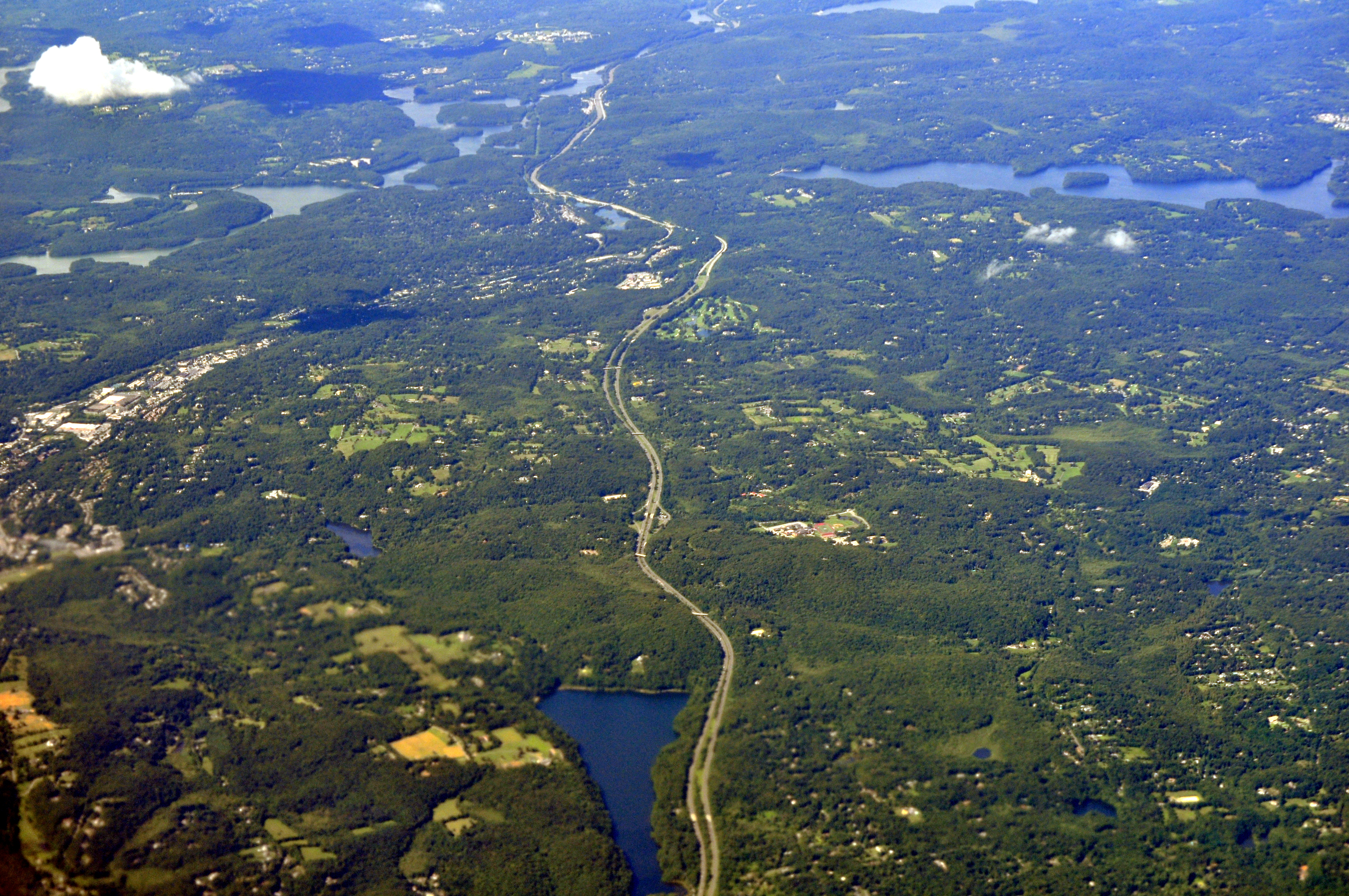
照片底部拜拉姆湖水库左侧的空地即为七泉项目

2015年，特朗普将保护地役权授予一家保护土地信托，并申请了2110万美元的税收减免。2020年，《纽约时报》报道称，特朗普在2014年出于税收目的将该庄园归类为投资性房地产，这让他可以享受220万美元的房产税减免。而如果该豪宅用作个人住宅，他将没有资格享受这项减免。
2021年，该房产继续成为纽约州两项调查的对象，调查内容涉及可能为避税目的操纵房产价值。

### 特朗普公园公寓
唐纳德·特朗普在纽约中央公园南106号开发了38层的特朗普公园公寓，并经常私人拥有其中的多个单元，每月租金高达10万美元。

### 特朗普公园大道
特朗普在特朗普公园大道拥有多套公寓，其中包括顶层公寓。特朗普的女儿伊万卡和家人从2011年至2017年1月一直在此居住。2017年2月，这套顶层公寓以1590万美元的价格出售给美籍华裔女商人陈晓燕（Angela Chen）。

### 棕榈城堡庄园
棕榈城堡庄园位于法属圣马丁泰雷斯巴塞斯，是一座位于普拉姆湾的海滨庄园，于2013年被特朗普购得。2017年，该庄园以2800万美元的价格挂牌交易；三个月后要价降至1600万美元，与圣马丁岛的同类房产价格更为接近。2024年，该庄园以1550万美元的价格挂牌出售。

## 过往寓所

### 皇后区

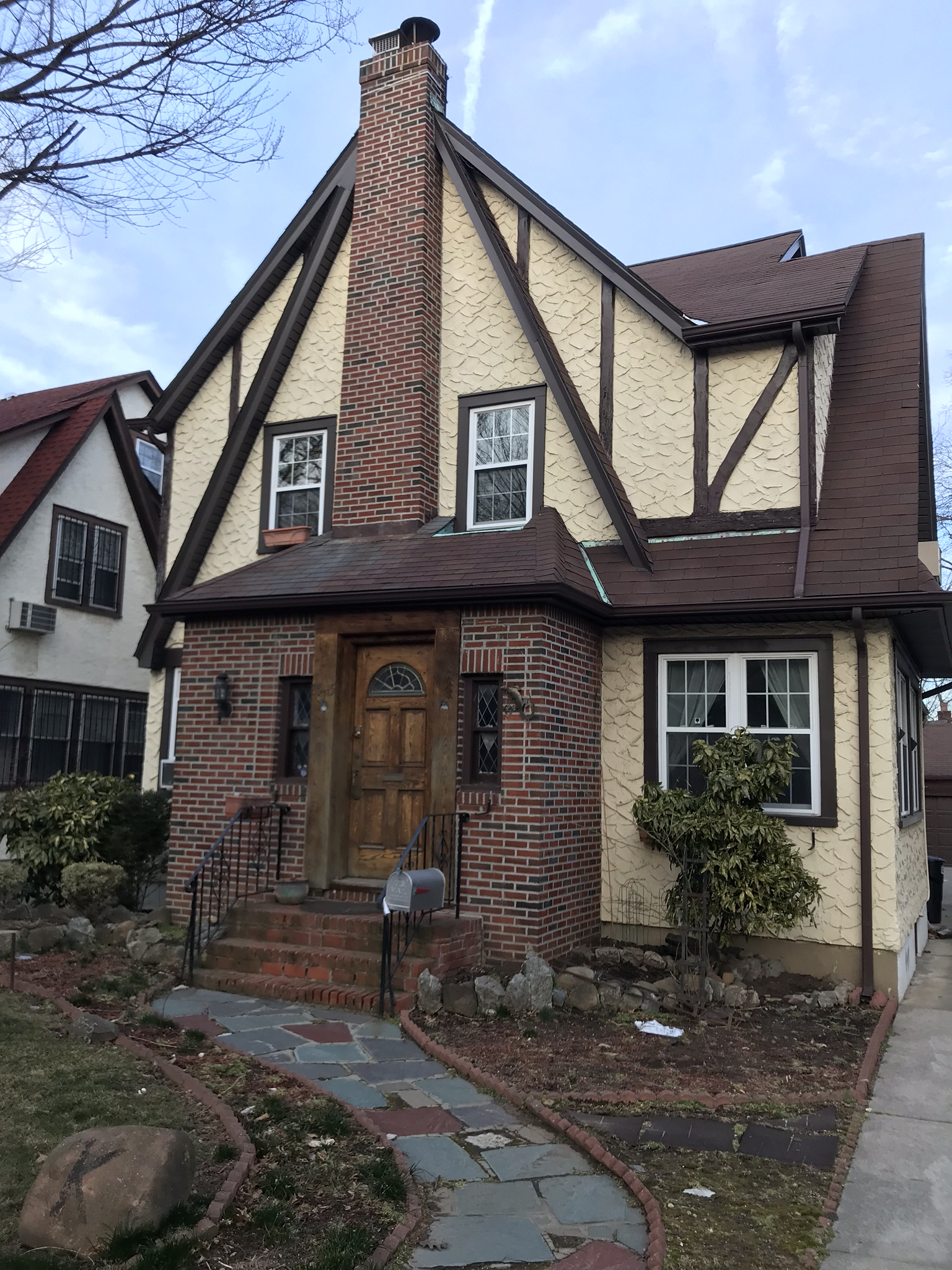
位于纽约市皇后区牙买加庄园韦尔汉姆广场85-15号为特朗普家族的旧居

特朗普四岁之前与家人居住在纽约市皇后区富人区牙买加庄园的韦尔汉姆广场85-15号。该栋六居室的都铎风格住宅，由特朗普的父亲、房地产开发商弗雷德·特朗普于1920年代或1940年建造（来源不一）。1950年，特朗普一家搬到了一栋更大的房子，同由弗雷德·特朗普建造，位于同一街区另一边的米德兰大道85-14号。这座拥有23个房间的豪宅占据韦尔汉姆广场85-15号后院正后方的两块相邻地块。特朗普的父母晚年生活在该处寓所度过。
位于韦尔汉姆广场85-15号的这栋房屋于2016年7月总统竞选期间挂牌出售。该房屋最初标价165万美元，12月被曼哈顿房地产投资者迈克尔·戴维斯以近140万美元购得。据《纽约时报》报道，该房屋于2017年3月以214万美元的价格卖给了“一家由专门从事中国对外投资的律师事务所代表的有限责任公司”。2017年，该房屋在房屋租赁服务网站爱彼迎上以每晚725美元的价格挂牌出售。在2019年2月试图以290万美元的价格出售后，原定于11月14日结束的拍卖因没有合格出价而失败。

### 学校寓所

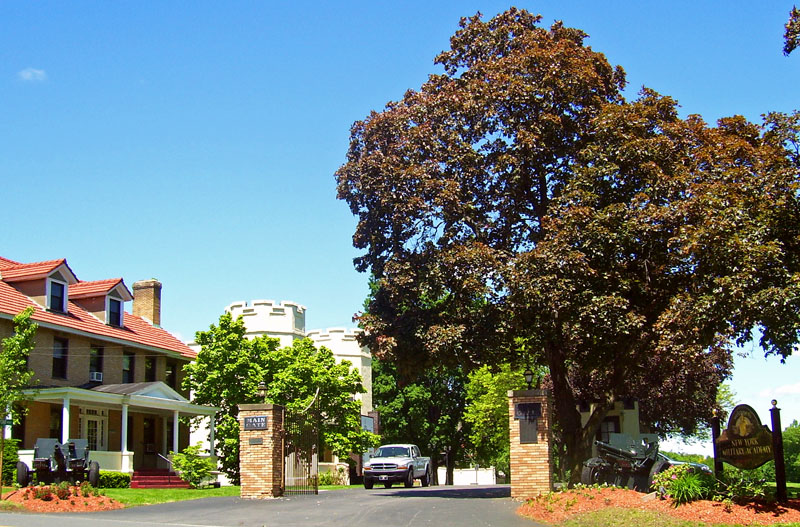
纽约军事学院

特朗普自13岁开始就读并寄宿于位于纽约州康沃尔的纽约军事学院。随后他在福特汉姆大学进行了两年的学习，后转学至宾夕法尼亚大学沃顿商学院，居住于校外租来的排屋。

### 曼哈顿顶层公寓
1970年代，特朗普居住于曼哈顿上东区65街豪华公寓楼凤凰城的一套顶层公寓。这套公寓拥有巨大的全景窗户，以米色、棕色和镀铬装饰。

### 格林威治豪宅
1982年，特朗普以400万美元的价格在康涅狄格州格林威治购买了一座20,000平方英尺（1,900平方）的豪宅。该豪宅拥有八间卧室、十一间浴室、一间4,000平方英尺（370平方）的客房、一个果岭和网球场、室内外游泳池以及一间桑拿房。伊万娜·特朗普于1991年与唐纳德·特朗普离婚时，作为和解协议的一部分获得了这座豪宅。伊万娜于1998年以1500万美元的价格将其售出。

### 第五大道公寓
特朗普和他当时的妻子伊万娜·特朗普曾居住于曼哈顿第五大道的一套公寓，公寓内配置米色天鹅绒沙发和山羊皮桌子。据特朗普的家庭朋友尼基·哈斯克尔说，唐纳德和伊万娜在搬到第五大道800号之前住在奥林匹克大厦。

### 弗吉尼亚州住所
特朗普在特朗普葡萄园庄园有一处住所，该住所拥有45个房间、面积为23,000平方英尺（2,100平方）。

### 贝弗利山庄
2007年至2019年，特朗普在加利福尼亚州贝弗利山庄的北卡农道（North Canon Drive）拥有一栋五居室豪宅。他最初以700万美元的价格购买了该房，并声称该房出于税收目的，估值为600万美元。特朗普很少使用该房，曾在不同时间将其投放市场并出租。2019年6月，他悄悄地以1350万美元的价格将该房场外出售给了Hillcrest Asia Limited，该公司由特朗普的助手、印尼亿万富翁哈里·塔诺索迪布所有。
2008年至2009年，特朗普在该豪宅处的附近拥有另一栋豪宅，为一栋建于1981年的11居室希腊复兴风格豪宅。特朗普以1035万美元购入，但以950万美元的价格售出。该豪宅曾是加蓬总统奥马尔·邦戈的住所，邦戈于2009年在任期间去世。

### 引用文献
- Kranish, Michael; Fisher, Marc. . Simon & Schuster. 2017 [First published 2016]. ISBN 978-1-5011-5652-6.